# Boris Eserski
Boris Eserski Gómez (Sonsonate, 22 de mayo de 1928-San Salvador, 18 de marzo de 2022) fue un empresario de televisión salvadoreño de padres polaco-rusos. Fue el primer presidente de la Telecorporación Salvadoreña, la cual fundó en 1956. Se inició en la radiodifusión fundando la estación de radio YSEB en 1948.

## Biografía
Nació el 22 de mayo de 1928, en Sonsonate en el seno de la familia formada por Graciela Gómez de Eserski y Carlos Eserski. Realizó sus estudios de primaria en el Colegio García Flamenco y luego en De la Salle Oakland, Canadá.

## Trayectoria
En 1956, fundó el Canal 6, el primer canal de televisión de El Salvador. Posteriormente fundó el Circuito YSR y el Canal 2. En noviembre de 1986, realizó la unión de los canales 2, 4 y 6 para formar Telecorporación Salvadoreña (TCS) uno de los consorcios mediáticos más grandes de Centroamérica. Por ello, se lo considera «el padre de la televisión salvadoreña».

## Fallecimiento
Falleció a los 93 años en San Salvador, el 18 de marzo de 2022.